# Comuna Kvitneve, Bilohirea
Kvitneve (în ucraineană Квітневе) este o comună în raionul Bilohirea, regiunea Hmelnîțkîi, Ucraina, formată din satele Kvitneve (reședința), Sosnivka, Sosnivocika și Vesneane.

## Demografie
Componența lingvistică a comunei Kvitneve
     Ucraineană (99,06%)
     Alte limbi (0,86%)
Conform recensământului din 2001, majoritatea populației comunei Kvitneve era vorbitoare de ucraineană (99,06%), existând în minoritate și vorbitori de alte limbi.